# 1518
Cette page concerne l'année 1518  du calendrier julien. Pour l'année 1518 av. J.-C., voir 1518 av. J.-C.
L'année 1518 est une année commune qui commence un vendredi.

## Événements
- 1er mai, Amérique : l'Espagnol Juan de Grijalva, neveu de Diego Velázquez de Cuéllar, gouverneur de Cuba, explore la péninsule du Yucatan. Il suit les côtes nord et ouest du golfe du Mexique jusqu’au río Pánuco et découvre l’existence de l’empire aztèque[1].
- Mai, Afrique du Nord : les Espagnols d'Oran ripostent contre les frères Barberousse qui assiègent Tlemcen. ‘Arudj et son jeune frère Ishak sont tués dans les combats près de Tlemcen[2].
- 17-24 août : la flotte d'Hugo de Moncade, chevalier de Malte envoyé par Charles Quint, est capturée devant Alger à la faveur d'une tempête par le corsaire turc Khayr ad-Din Barberousse. Khayr ar-Din, le frère cadet d’Arudj, obtient le titre de beylerbey du sultan ottoman Sélim Ier et place l’Algérie sous son doctorat (fin en 1546)[2].
- 18 août : début de l'asiento. Charles Quint octroie à son favori Laurent de Gouvenot, gouverneur de Bresse, l'autorisation de transporter du Portugal aux Indes occidentales, 4000 esclaves originaires de Guinée, à la condition qu'ils soient chrétiens ou qu'on les baptise à leur arrivée.
- 24 septembre : Charles Quint interdit aux conversos d'Espagne de s’embarquer pour les Indes occidentales[3].
- Septembre : le vice-roi de l'Inde portugaise Lopo Soares de Albergaria quitte Cochin pour Ceylan. Il débarque à Colombo pour y construire une forteresse[4].
- Novembre, Thaïlande : troisième ambassade portugaise à Ayutthaya[5]. Signature d'un traité qui permet aux Portugais de s'installer dans plusieurs villes, dont la capitale[6].

- Éthiopie : assassinat du sultan de l’Adal Mohammed. Le pays est plongé dans l’anarchie[7].
- Mort du khan kazakh Kasim. Les Kazakhs se divisent en trois hordes[8].
- En Inde, Qulî Qutb Shâh (en) fonde le sultanat de Golconde, indépendant des Bahmanî[9].
- Rana Sanga (en), souverain du Mewar (Rajasthan), vainc le sultan du Mâlvâ, qui avait le soutien de celui du Gujarat[10]. Cette victoire lui permet d’annexer une partie de ses territoires.

### Europe
- 21 janvier : Maximilien convoque une diète générale des pays autrichiens à Innsbruck qui aboutit à la promesse des divers pays d’unir leurs efforts en cas de danger extérieur[11].
- 27 janvier : Jacques de Beaune, baron de Semblançay reçoit l'« intendance des finances » en France (fin en 1527)[12].

- 5 février : Charles Quint reçoit l’hommage des Cortès de Castille[13].
- 10 février : Olaus Petri est reçu maître ès arts en philosophie (Artium et Philosophia Magister) à l’université de Wittenberg. Il rentre en Suède en 1519 avec son frère Laurentius. Ils publient douze thèses où sont exposés les principales idées de Luther et commencent la prédication du mouvement de réforme, qui ne rencontre aucune résistance (1521)[14].

- 22 mars : enregistrement forcé du concordat de Bologne de 1516 par le Parlement de Paris[15].

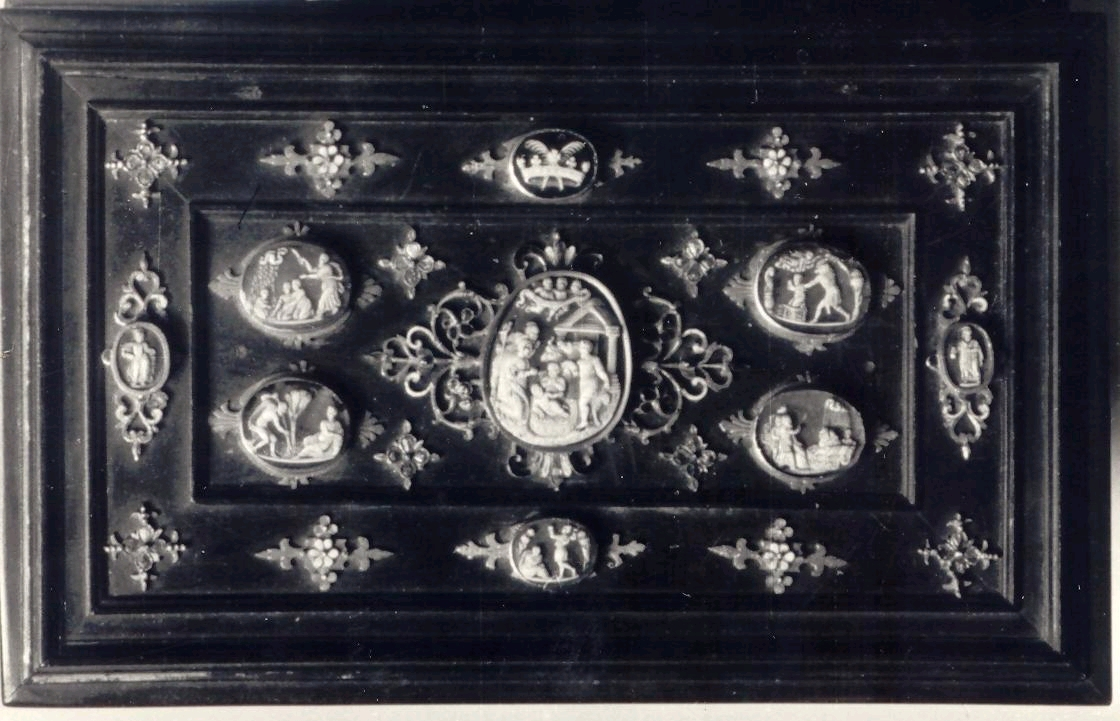
La cassette de Bona Sforza, 1518, aujourd'hui détruite

- 18 avril : Bona Sforza épouse Sigismond Ier le Vieux et est couronnée reine de Pologne à Cracovie[16].
- 27 avril : traité d'alliance défensive et offensive de Saint-Trond entre Charles de Castille, l’évêché souverain de Liège Érard de La Marck et son frère Robert de Sedan. Les deux frères s'engagent à soutenir l'élection de Charles comme roi des Romains[17].
- 2 mai : François Ier autorise le mariage de Laurent II de Médicis et de Madeleine de la Tour d'Auvergne à Amboise[18]. Par cette union, le roi devient allié du pape Léon X.
- 7 mai[17] : Charles Quint réunit les Cortès d’Aragon à Saragosse. Il prête serment comme roi devant eux le 29 juillet, conjointement avec sa mère[19].
- Juillet : épidémie dansante à Strasbourg[20].
- 22 juillet : Christian II de Danemark est battu à Brännkyrka, près de Stockholm. Il repart au Danemark avec six otages, dont Gustav Eriksson Vasa et l’évêque Henning Gadh, pour préparer une nouvelle campagne[21]. Le pape jette l’interdit sur le royaume de Suède en raison du traitement infligé à l’archevêque d’Uppsala, Gustave Trolle. Christian utilise ce prétexte pour légitimer son action en Suède[22]. Pour financer la guerre, il compte s’emparer des mines d’argent du Bergland. En attendant, il s’empare du trésor des indulgences que vient d’amasser le représentant du pape Arcimboldi.
- 27 juillet : le cardinal Thomas Wolsey devient légat pontifical en Angleterre, conjointement avec le cardinal Campeggio, puis seul après le 10 juin 1519[23]. Il met en œuvre une réforme ecclésiastique qui sera peu suivie[24].

- 3 août : ouverture de la diète d'Augsbourg[17]. Maximilien tente de faire élire roi des Romains son petit-fils Charles. Il meurt quelques mois après[25].
- 13 août, Nantes : voyage de François Ier et de Claude de France en Bretagne[26] (fin en 1519).
- Août - septembre : Siège de Metz par Franz von Sickingen[27].
- 14 octobre : traité de Londres entre la France et l'Angleterre sur la restitution de Tournai à la France[28].

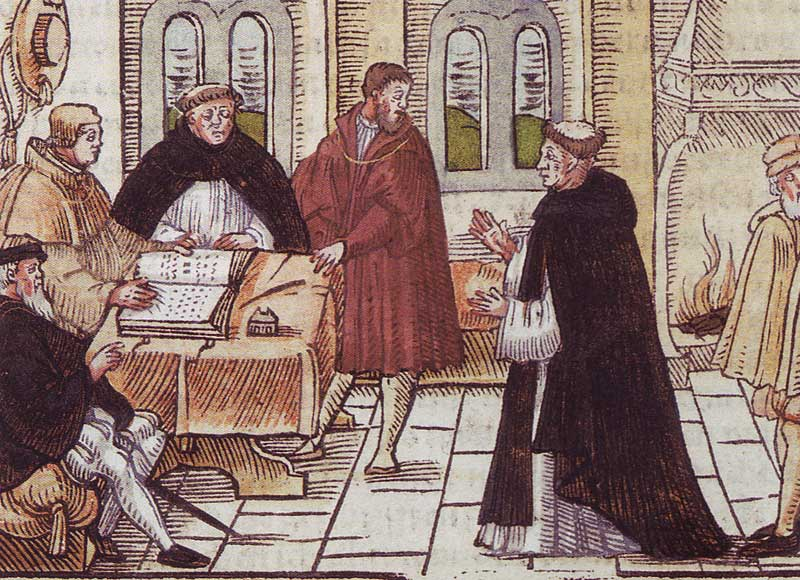
Octobre : Luther et Cajetan à la diète d'Augsbourg

- 7-12 octobre : à Augsbourg, face au légat pontifical Thomas Cajetan, général des dominicains, Luther affirme la supériorité de l’écriture sur l’autorité du pape. Invité à venir à abjurer ses propos à Rome, il ne s’y rend pas. Il est excommunié, et le pape Léon X dénonce 41 de ses 95 thèses[29].
- 24 novembre[30] : Manuel Ier de Portugal épouse Eléonore (1498-1558), sœur du futur Charles Quint, qui lui donne une fille, Marie de Portugal[17].
- 11 décembre : le chapitre de Zurich élit le prédicateur Ulrich Zwingli à la cure de la cathédrale[31].
- En Pologne, les plaintes des paysans contre leur seigneur ne sont plus reçues en justice (loi de Sigismond Ier de Pologne)[32].

## Naissances en 1518
- 28 février : François III de Bretagne, fils aîné du roi de France François Ier et de Claude de France, duchesse de Bretagne et reine consort de France († 10 août 1536).

- 15 mars : Giovanni Maria Cecchi, poète comique italien († 28 octobre 1587).

- 14 avril : Catherine de Mecklembourg-Schwerin, princesse allemande qui règne comme douairière sur le duché Chojnów en Silésie  († 17 novembre 1581).
- 22 avril : Antoine de Bourbon, prince du sang de la maison de Bourbon († 17 novembre 1562).

- 3 juillet : Li Shizhen, médecin, herboriste et naturaliste chinois († 1593).

- 8 août : Conrad Lycosthenes, savant, humaniste et vulgarisateur des sciences alsacien († 25 mars 1561).

- 29 septembre : Jacopo Robusti, dit le Tintoret, peintre italien, à Venise († 31 mai 1594).

- 18 octobre : Nicolas de Pellevé, cardinal français, archevêque de Reims († 28 mars 1594).

- 26 novembre : Guido Ascanio Sforza di Santa Fiora, cardinal italien († 6 octobre 1564).

- 11 décembre : Nicolas Psaume, religieux prémontré devenu comte-évêque de Verdun et prince du Saint-Empire romain germanique († 10 août 1575).
- 17 décembre : Ernest III de Brunswick-Grubenhagen, prince de la Brunswick-Grubenhagen († 2 avril 1567).
- 19 décembre : Enrique de Borja y Aragón, cardinal espagnol († 19 janvier 1540).

- Date précise inconnue :
  - Hernando de Acuña, poète espagnol († 22 juin 1580).
  - Ñuflo de Chaves, explorateur et conquistador espagnol († septembre 1568).
  - Hasan Corso, général de l'armée ottomane né en Corse et placé par ses troupes à la tête de la régence d'Alger en 1556 († 1556).
  - Uberto Foglietta, écrivain et historien italien († 5 septembre 1581).
  - Bartolomeo Genga, architecte italien († 1558).
  - Hineno Hironari, samouraï de l'époque Sengoku de l'histoire du Japon († 17 juin 1602).
  - Kutsuki Harutsuna, samouraï de l'époque Sengoku de l'histoire du Japon († 1550).
  - Sébastien de L'Aubespine, homme d'Église et diplomate français († 2 juillet 1582).
  - Hubert Languet, diplomate et réformateur français († 30 septembre 1581).
  - Francisco Leontaritis, compositeur et chanteur grec († 1572).
  - Giovanni Andrea Mercurio, cardinal italien († 2 février 1561).
  - Andrés de Oviedo, prêtre jésuite espagnol, ordonné évêque en 1555 († 29 juin 1577).
  - Anne Élisabeth Radziwiłł, fille de Jerzy Radziwiłł († 1558).
  - Wolf von Schönberg, seigneur de Sachsenburg, de Knauthain, de Zöplitz et de Frankenberg († 29 janvier 1584).
  - Davide Vacca, soixante-seizième doge de Gênes († 1607).

- Vers 1518 :
- Antonio Badile, peintre italien († 1560).

## Décès en 1518
- Mai : Arudj Barberousse[2].

- 7 juin : Jean le Sauvage, chancelier de Charles Quint[33]. Le piémontais Mercurino Gattinara le remplace (fin en 1530).

- 21 septembre : Louise de France, première fille du roi de France François Ier et de la Reine Claude de France (° 19 août 1515).

- Kabîr (né en 1450), en Inde, qui rapprocha les religions musulmanes et hindou (bhakti)[34].
- Muhammad Amin, khan de Kazan, provoquant une crise successorale entre Russes et Criméens[35].

- Après 1518 :
- Leonardo di Francesco di Lazzaro Malatesta, peintre italien (° vers 1483).